# Bay City Rollers
I Bay City Rollers furono un gruppo musicale pop rock degli anni settanta proveniente da Edimburgo (Scozia). Diventarono nel 1975 un fenomeno di culto popolare, come nessun altro dai tempi dei Beatles, tanto è vero che, anche per loro, venne scomodata la definizione "Rollermania".
Con l'inizio della loro parabola discendente, il gruppo subì vari cambiamenti nella formazione a causa di molte defezioni e di numerose dispute giudiziarie tra i componenti.

## Storia del gruppo

### Dagli esordi fino al 1973
Il nucleo originario fu fondato ad Edimburgo nel 1967 attorno ai banchi di scuola, dai fratelli Alan (bassista) e Derek Longmuir (batterista) e dal cantante Gordon "Nobby" Clark; a loro si aggiunsero David Paton (membro 1969-1970) e Billy Lyall (membro 1969-1971).
Inizialmente si esibirono sotto il nome di Saxons, e solo in seguito scelsero un nome di città dalla pronuncia semplice e gradevole (Bay City) a cui vollero aggiungere la definizione di "Roller".
Sin dagli esordi, furono pilotati dall'abile manager Tam Paton che pretese di controllare rigidamente il gruppo, sotto ogni aspetto, dalla musica al look.
Il loro primo brano ad entrare nelle Hit parade fu Keep on dancing (GB numero 9,1971) una cover del successo ottenuto nel 1965 dal gruppo statunitense dei Gentrys (USA numero 4,1965).
La vera svolta per la loro carriera avvenne quando Bill Martin e Phil Coulter, già noti per alcune canzoni di grande successo internazionale (ad es. Puppet On a String cantata da Sandie Shaw) iniziarono a comporre le loro canzoni.
Nel 1973 la band subì molti rimpasti ad assunse la formazione tipica che cavalcherà l'onda del successo: il cantante Nobby Clark abbandonò deluso per le difficoltà incontrate e fu sostituito da Leslie McKeown; inoltre entrarono in pianta stabile i chitarristi Eric Faulkner e Stuart "Woody" Wood.

### L'ascesa verso il successo 1974-1975
Il 1974 fu l'anno di rapida ascesa verso il successo; difatti i Bay City Rollers realizzarono una lunga serie di hit come Remember (GB numero 6,1974) Shang-a-Lang (GB numero 2,1974) Summerlove Sensation (GB numero 3,1974) All of Me Loves All of You (GB numero 4, 1974).
Il 1975 li lanciò all'orbita del successo grazie ad una lunga tournée britannica e alla fortunata serie televisiva Shang-a-Lang (20 puntate); proprio allora fu coniata la definizione di Rollermania.
Scelsero un brano dei Four Seasons, famoso gruppo americano guidato da Frankie Valli in auge prima della British Invasion, come hit per confermare la Rollermania dilagante ed azzeccarono in pieno la mossa commerciale: Bye, Bye, Baby (GB numero 1,1975) restò per sei settimane al primo posto delle Hit parade e vendette circa un milione di copie.
Anche il successivo singolo Give a Little Love (GB numero 1,1975) sfondò nelle vendite e in quel momento vennero definiti dalla stampa come i nuovi Beatles; il paragone sembrò accettabile per le vendite dei dischi e per la popolarità, molto meno per la qualità della musica. La loro musica, infatti, apparteneva al genere easy pop, ovverosia era formata da melodie orecchiabili, gradevoli, di facile ascolto e di facile consumo (Bubblegum pop) e da testi privi di qualunque pretesa, ma di facile presa.

### Il lancio americano 1976
Curiosamente, sfondarono in America con un hit mancato in madrepatria. Riarrangiarono e ricantarono la loro vecchia canzone Saturday Night (USA e Canada numero 1, seconda nei Paesi Bassi, settima in Nuova Zelanda e decima in Germania, 1976) e il risultato fu un brillante successo di vendite, a cui seguì l'hit Money Honey (USA numero 9,1976).
Durante il tour americano, però non tutto funzionò a dovere; lo stress, la fatica ebbero il sopravvento e iniziarono allora le prime defezioni, come quella del bassista Alan Longmuir, sostituito dal diciassettenne Ian Mitchell.
Confermarono il loro buon momento grazie alla cover del brano di Dusty Springfield I Only Want to Be with You (USA numero 12,1976).

### La parabola discendente 1977
Iniziò la parabola discendente: dapprima i loro singoli di facile ascolto si rivelarono, a quel punto, meno freschi, incisivi e accattivanti dei precedenti e successivamente, quasi a confermare l'appannamento della vena creativa dei compositori, tentarono la carta della musica più sofisticata, che non portò a risultati degni di nota.
Inoltre anche i teen, che li avevano idolatrati, erano cresciuti nel frattempo e perciò il momento magico del successo svanì.

## Discografia

### Singoli
| Anno | Canzone                                          | GB | AUS | USA | Album                 |
| ---- | ------------------------------------------------ | -- | --- | --- | --------------------- |
| 1971 | "Keep On Dancing"                                | 9  | -   | -   | Once Upon a Star      |
| 1972 | "We Can Make Music"                              | 9  | -   | -   | -                     |
| 1972 | "Manana"                                         | -  | -   | -   | -                     |
| 1973 | "Saturday Night"                                 | -  | 45  | 1   | Rollin'               |
| 1974 | "Remember (Sha-La-La)"                           | 6  | 67  | -   | Rollin'               |
| 1974 | "Shang-A-Lang"                                   | 2  | 86  | -   | Rollin'               |
| 1974 | "Summerlove Sensation"                           | 3  | 53  | -   | Rollin'               |
| 1974 | "All Of Me Loves All Of You"                     | 4  | -   | -   | -                     |
| 1975 | "Bye, Bye, Baby"                                 | 1  | 1   | -   | Once Upon a Star      |
| 1975 | "Give a Little Love"                             | 1  | 2   | -   | Wouldn't You Like It? |
| 1975 | "Don't Stop The Music" A B                       | -  | -   | -   | Wouldn't You Like It? |
| 1975 | "Love Me Like I Love You"                        | 4  | 7   | -   | -                     |
| 1976 | "Money Honey" B                                  | 3  | 3   | 9   | Dedication            |
| 1976 | "Rock N Roll Love Letter" B                      | -  | 9   | 28  | Dedication            |
| 1976 | "Mary Anne" C                                    | -  | 3   | -   | Dedication            |
| 1976 | "I Only Wanna Be With You"                       | 4  | 8   | 12  | Dedication            |
| 1976 | "Yesterday's Hero"                               | -  | -   | 54  | Dedication            |
| 1976 | "Dedication"                                     | -  | -   | 60  | Dedication            |
| 1976 | "Don't Worry Baby"                               | -  | 34  | -   | Dedication            |
| 1977 | "It's A Game"                                    | 16 | 9   | -   | It's a Game           |
| 1977 | "You Made Me Believe In Magic"                   | 34 | 36  | 10  | It's a Game           |
| 1977 | "The Way I Feel Tonight"                         | -  | 56  | 24  | It's a Game           |
| 1978 | "Where Will I Be Now?"                           | -  | -   | -   | Strangers in the Wind |
| 1978 | "All of The World Is Falling In Love"            | -  | -   | -   | Strangers in the Wind |
| 1978 | "Where Will I Be Now?"                           | -  | -   | -   | Strangers in the Wind |
| 1978 | "Another Rainy Day In New York City"             | -  | -   | -   | Strangers in the Wind |
| 1979 | "Turn on The Radio"                              | -  | -   | -   | Elevator              |
| 1981 | "Life on the Radio"                              | -  | -   | -   | Ricochet              |
| 1981 | "No Doubt About It"                              | -  | -   | -   | Ricochet              |
| 1983 | "Piece of the Action"                            | -  | -   | -   | -                     |
| 1985 | "When You Find Out"                              | -  | -   | -   | -                     |
| 1988 | "The Party Harty E.P."                           | -  | -   | -   | -                     |
| 1991 | "Flower of Scotland"/"Bye Bye Baby"(New Version) | -  | -   | -   | -                     |

- A Pubblicato solo in USA e Germania.
- B Canzone contenuta solamente nell'album USA, Rock N'Roll Love Letter.
- C Pubblicato in Australia come un doppio singolo con Money Honey.

### Album

#### GB Europa Canada e Australia Albums
| Anno | Album                 | GB | AUS | USA |
| ---- | --------------------- | -- | --- | --- |
| 1974 | Rollin'               | 1  | 8   | -   |
| 1975 | Once Upon a Star      | 1  | 4   | -   |
| 1975 | Wouldn't You Like It? | 3  | 3   | -   |
| 1976 | Dedication            | 4  | 3   | 26  |
| 1977 | It's a Game           | 16 | 10  | 23  |
| 1978 | Strangers in the Wind | -  | 61  | 129 |
| 1979 | Elevator              | -  | -   | -   |
| 1981 | Ricochet              | -  | -   | -   |

#### USA e Giappone Albums
| Anno | Album                                         | GB | AUS | USA |
| ---- | --------------------------------------------- | -- | --- | --- |
| 1975 | Bay City Rollers (USA & Giappone solo)        | -  | -   | -   |
| 1975 | Souvenirs Of Youth (Giappone solo)            | -  | -   | -   |
| 1976 | Rock N'Roll Love Letter (USA & Giappone solo) | -  | -   | 31  |
| 1982 | ...And Forever (Giappone solo)                | -  | -   | -   |
| 1983 | Live In Japan (Giappone solo)                 | -  | -   | -   |
| 1985 | Breakout (Giappone solo)                      | -  | -   | -   |